# Arius festinus
Arius festinus es una especie de pez de la familia Ariidae en el orden Siluriformes.

## Hábitat
Es un pez de clima templado.